# Oak Grove (Minnesota)
Oak Grove es una ciudad ubicada en el condado de Anoka en el estado estadounidense de Minnesota. En el Censo de 2010 tenía una población de 8031 habitantes y una densidad poblacional de 88,2 personas por km².

## Geografía
Oak Grove se encuentra ubicada en las coordenadas 45°20′32″N 93°19′19″O / 45.34222, -93.32194. Según la Oficina del Censo de los Estados Unidos, Oak Grove tiene una superficie total de 91.06 km², de la cual 87.67 km² corresponden a tierra firme y (3.72%) 3.39 km² es agua.

## Demografía
Según el censo de 2010, había 8031 personas residiendo en Oak Grove. La densidad de población era de 88,2 hab./km². De los 8031 habitantes, Oak Grove estaba compuesto por el 95.75% blancos, el 0.5% eran afroamericanos, el 0.26% eran amerindios, el 1.87% eran asiáticos, el 0% eran isleños del Pacífico, el 0.31% eran de otras razas y el 1.31% pertenecían a dos o más razas. Del total de la población el 1.17% eran hispanos o latinos de cualquier raza.